# Solomon Asch
Solomon Asch (Varsavia, 14 settembre 1907 – Haverford, 20 febbraio 1996) è stato uno psicologo polacco naturalizzato statunitense.

## Biografia
È noto per i suoi importanti contributi teorici e sperimentali alla psicologia sociale, e in particolare in relazione agli studi sui processi di conformità sociale.
Nacque a Varsavia, e la sua famiglia si trasferì negli Stati Uniti nel 1920.
Durante ed in seguito agli studi universitari presso la Columbia University, collaborò con psicologi sperimentali comportamentisti, approfondì i suoi contatti con l'antropologia culturale, e si interessò poi alla Psicologia della Gestalt.
Insegnò Psicologia allo Swarthmore College per 19 anni, dove collaborò con Wolfgang Köhler.
Nel 1956 egli condusse un celebre esperimento sulla pressione del gruppo che porta a conformarsi. Tale esperimento è noto come esperimento di Asch.